# Lagergrenska priset
Lagergrenska priset är ett pris på 30 000 kr som utdelas av Svenska Rominstitutets vänner. Det instiftades 2003. Det utdelas till personer som gjort betydelsefulla insatser genom att öka intresset för humanistiska studier med anknytning till Rom och Italien och för den verksamhet som bedrivs vid Svenska Institutet i Rom.

## Pristagare
- 2004 – Hans Furuhagen
- 2005 – Birger Bergh och Birgitta Kurtén Lindberg
- 2006 – Carl Nylander
- 2007 – Torgil Magnuson
- 2008 – Bengt E Thomasson
- 2009 – Rossana Caira Lumetti
- 2010 – Tore Janson
- 2011 – Paolo Grossi
- 2013 – Peter Loewe
- 2014 – Börje Magnusson
- 2015 – Hans Henrik Brummer
- 2016 – Bengt Lewan
- 2017 – Anna Blennow
- 2018 – Gunilla Linde Bjur och Hans Bjur
- 2019 – Allan Klynne[2]
- 2020 – Barbro Santillo Frizell[3]
- 2021 – Ingrid Edlund-Berry[4]
- 2022 – Anders Cullhed[5]
- 2023 – Sebastian Mügge
- 2024 – Ida Persson

### Fotnoter
1. ↑  ”Svenska Rominstitutets Vänner Stipendier”. http://romvannerna.se/stipendier/. Läst 2 oktober 2016.
2. ↑  Romvännerna. ”ÅRSMÖTET 2019”. Arkiverad från originalet den 22 oktober 2020. https://web.archive.org/web/20201022123626/https://romvannerna.se/arsmote-2019/. Läst 4 oktober 2019.
3. ↑  Romvännerna (2 juni 2020). ”Vänföreningens stipendier och priser 2020”. https://romvannerna.se/vanforeningens-stipendier-och-priser-2020/. Läst 10 november 2023.
4. ↑  Romvännerna (28 juni 2021). ”Stipendier 2021”. http://romvannerna.se/stipendier-2021/. Läst 10 november 2023.
5. ↑  Romvännerna (1 juni 2022). ”Årsmötet 2022”. http://romvannerna.se/arsmotet-2022/. Läst 10 november 2023.